# Campaña del Meno
La Campaña del Meno (en alemán: Mainfeldzug) fue una campaña del Ejército prusiano en el área del río Meno contra los aliados de Austria en el sur de Alemania durante la guerra austro-prusiana de 1866.

## Campaña preliminar
Mientras que la mayor parte de las tropas prusianas marchaba a Bohemia, donde derrotaron a las tropas austríacas y sajonas el 3 de julio de 1866 en Königgrätz (Sadowa), otra parte de las tropas prusianas invadió el Reino de Hannover. Después de la rendición de Hannover el 29 de junio esas tropas —incluyendo algunas pequeñas unidades de los aliados de Prusia— se agruparon bajo el nombre de Mainarmee (en alemán para: Ejército del Meno) y avanzaron hacia el sur hacia el río Meno contra los aliados del sur de Alemania de Austria.

## Desarrollo
Los aliados de Austria habían formado el VII y VIII Cuerpo Federal de la Confederación Germánica. Ambos cuerpos habían avanzado hacia el norte para apoyar a Hannover. Cuando Hannover sorprendentemente se rindió el VII Cuerpo, constituido por tropas bávaras, permanecía en Turingia. El VIII Cuerpo, constituido por tropas de Hesse, Baden y Wurtemberg, permanecía al norte de Frankfurt. En un principio los prusianos atacaron al VII Cuerpo. Las tropas bávaras perdieron los combates en Hünfeld y Dermbach el 4 de julio y se retiraron al río Saale Franconio. Pero los prusianos siguieron rápidamente a través de las montañas del Rhön y batieron a los bávaros en la batalla de Kissingen y Hammelburg el 10 de julio.
Ahora los bávaros se retiraron a Wurzburgo mientras que los prusianos viraron hacia el oeste contra el VIII Cuerpo que protegía Fránkfurt. Los prusianos cruzaron el Spessart, derrotaron a los hessianos en Laufach/Frohnhofen el 13 julio y a las tropas austríacas y hessianas en Aschaffenburg el 14 de julio. Las tropas federales tuvieron que retirarse hacia el oeste a la margen izquierda del Meno. Después de que los prusianos hubieran conquistado Aschaffenburg y cruzado el Meno, la vía hacia Frankfurt y Darmstadt estaba abierta. Ahora el VIII Cuerpo abandonó Fránkfurt, se movió al sur a través del Odenwald y después viró al este para encontrarse con los bávaros en el río Tauber. Los prusianos ocuparon la ahora indefensa Frankfurt el 16 de julio y después siguieron el VIII Cuerpo a lo largo de la margen izquierda del Meno. En el combate de Hundheim (23 de julio), las batallas de Werbach, Tauberbischofsheim (ambas el 24 de julio) y Gerchsheim (25 de julio) el VIII Cuerpo fue derrotado por los prusianos. El 25 de julio los prusianos también se enfrentaron con los bávaros de nuevo en Helmstadt y al día siguiente en Rossbrunn. Estos combates también fueron ganados por los prusianos. Las tropas aliadas se retiraron a Wurzburgo. Los prusianos prosiguieron y empezaron a bombardear la fortaleza de Wurzburgo el 26 de julio. Pronto una tregua fue negociada después de que llegaran noticias al cuartel general bávaro, de que prusianos y austríacos habían firmado el Armisticio de Nikolsburg el mismo día. Finalmente Wurzburgo fue ocupado por los prusianos.
En una operación separada el 2.º Cuerpo de Reserva prusiano marchó sobre Baviera en el nordeste el 23 de julio y ocupó Hof, Bayreuth (28 de julio) y por último Núremberg (31 de julio).

## Razones de la victoria prusiana
La victoria prusiana fue más resultado de una mejor organización que de una superioridad técnica de las armas prusianas como los fusiles de aguja (Zündnadelgewehr). Helmuth von Moltke, el jefe de Estado Mayor prusiano, había planificado una guerra ofensiva para batir a las tropas federales antes de que estas pudieran unirse y sacar pleno provecho de su superioridad en hombres y equipo. El plan tuvo éxito porque los poco entrenados ejércitos federales necesitaban un largo tiempo para la movilización que los prusianos habían preparado bien. Además los prusianos tenían un mando unificado del que carecía el lado federal. Formalmente Carlos de Baviera, el comandante del VII Cuerpo, era el comandante supremo de todas las tropas federales, pero Alejandro de Hesse, el jefe del VIII Cuerpo, también recibía órdenes de la Convención Federal (Bundestag) en Frankfurt y de los gobiernos de los estados que habían enviado tropas. La comunicación entre las tropas federales eran tan insuficiente como su reconocimiento, de tal modo que a menudo tenían que reaccionar en lugar de actuar por iniciativa.

## Consecuencias
La Confederación Germánica fue abolida. Prusia se anexionó Hannover, Nassau, Hesse-Kassel y Frankfurt y pequeñas partes de Hesse-Darmstadt y Baviera. Baviera, Wurtemberg, Baden y Hesse-Darmstadt conservaron su independencia, pero tuvieron que firmas alianzas militares con Prusia. En Baviera siguió una reforma fundamental del ejército en 1868.